# 都住駅
都住駅（つすみえき）は、長野県上高井郡小布施町大字都住にある長野電鉄長野線の駅である。駅番号はN16。

## 歴史
- 1928年（昭和3年）10月11日：開業[1]。
- 1973年（昭和48年）7月6日：無人駅となる[1]。

## 駅構造
単式ホーム1面1線を有する地上駅。かつては木造駅舎を持つ有人駅だったが、現在は簡素な待合室が有るだけの無人駅である。トイレは男女共用の汲み取り式で、待合室の手前にある。

## 利用状況
近年の一日平均乗車人員の推移は下記のとおり。
| 年度   | 一日平均 乗車人員 |
| ------ | ----------------- |
| 2010年 | 108               |
| 2011年 | 105               |
| 2012年 | 98                |
| 2013年 | 97                |
| 2014年 | 104               |
| 2015年 | 109               |
| 2016年 | 99                |
| 2017年 | 101               |
| 2018年 | 95                |

## 駅周辺
- 国道403号
- 北信濃くだもの街道（須高広域農道）
- 岩松院（福島正則霊廟）
- 雁田城跡

## 隣の駅
長野電鉄
■長野線
■A特急・■B特急
通過
■普通
小布施駅 (N15) - 都住駅 (N16) - 桜沢駅 (N17)